# Adam Lamhamedi
Adam Lamhamedi (Québec, 1995. április 22. –) marokkói–kanadai kettős állampolgárságú alpesisíző.

## Élete
A kanadai Québecben született 1995-ben marokkói apa és kanadai anya gyermekeként. Szülei ötéves korától vitték rendszeresen síelni. Két évvel fiatalabb öccse, Sami szintén alpesisíző. 2011 őszén úgy döntött, hogy édesapja hazájának, Marokkó színeiben méretteti meg magát és áll a versenyeken rajthoz.
Mindjárt ez első ilyen megmérettetés 2012-ben Innsbruckban volt, ahol az első téli ifjúsági olimpián – 16 évesen, a szuperóriás-műlesiklás (szuper G) 55 fős mezőnyének döntőjében – aranyérmet szerzett. Teljesítményével történelmet írt, hiszen általa sikerült Marokkónak elsőként aranyérmet szereznie az afrikai nemzetek közül.
Két évvel később, a szocsi téli (felnőtt) játékokon óriás-műlesiklásban a 47. helyen végzett, míg a műlesiklók mezőnyében nem ért célba, így helyezetlen maradt. Almatiban, a 2017-es téli universiadén már öccsével együtt képviselte Marokkót, ahol óriás-műlesiklásban a 15. helyen végzett.